# Selmeczi Roland
Selmeczi Roland (Budapest, 1969. október 2. – Újhartyán, 2008. január 30.) magyar színpadi, film- és szinkronszínész.

## Pályája, munkássága
1993-ban diplomázott a Színház- és Filmművészeti Főiskolán. Ezt követően a Vígszínház társulatához csatlakozott, majd szabadúszóként tevékenykedett. Később a Soproni Petőfi Színház társulatának lett tagja. Fellépett még a Szigligeti Színházban és a Budapesti Kamaraszínházban is. Játszotta többek között a detektívet A padlásban, Orsinót a Vízkereszt, vagy amit akartokban, a 8. esküdtet a Tizenkét dühös emberben és Stanley-t A vágy villamosában.
Az egyik legtöbbet foglalkoztatott szinkronszínész volt, számos televíziós sorozat és játékfilm főszereplőjének kölcsönözte magyar hangját. Gyakran szólaltatta meg Antonio Banderast, Brad Pittet, Patrick Swayzet, Clive Owent és Viggo Mortensent.
Még főiskolás sem volt, amikor szerepelt az Angyalbőrben című tévésorozatban. Komolyabb filmszerepeket nem kapott, de úgy vélte, hogy legutóbbi szerepei a Kútfejek, az Üvegtigris és az Üvegtigris 2. című filmekben „hozzásegítenek ahhoz, hogy megváltozzon a jelenlegi helyzet, és a későbbiekben többször láthassanak a nézők a vásznon. Én bízom benne.”.

## Halála

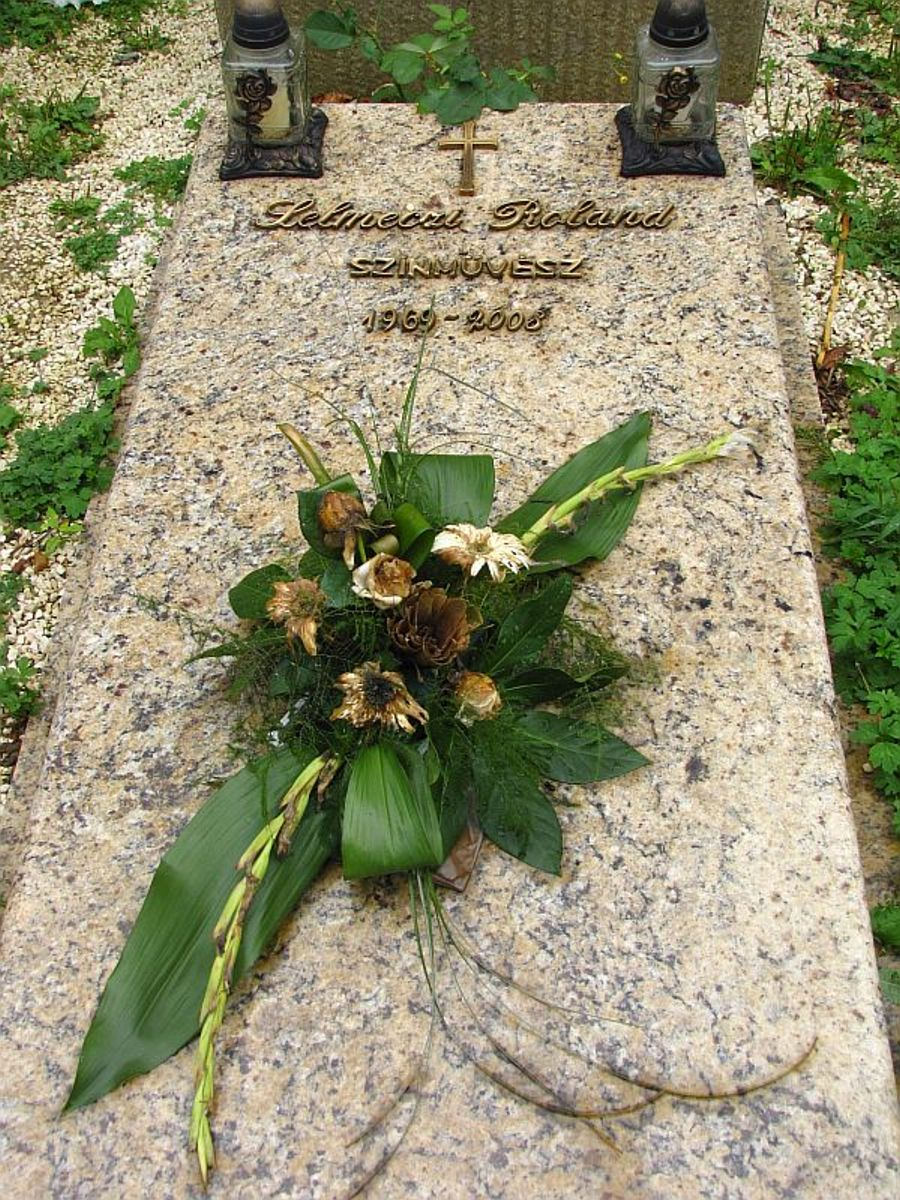
Selmeczi Roland sírja Budapesten. Farkasréti temető: 25/II-1-53

2008. január 30-án, színházi próbáról hazafelé tartva, az M5-ös autópályán elvesztette uralmát gépjárműve felett, és lesodródott az útról, átszakítva a szalagkorlátot a vadkerítésnek csapódott. Súlyos sérüléseket szenvedett, a balesetet nem élte túl. A soproni színházban emlékhelyet alakítottak ki Selmeczi Roland emlékére.

## Magánélete
Felesége Takács Melinda ügyvéd volt, akivel a gimnáziumban osztálytársak voltak. 2007-ben elváltak. Gyermekeik Dorottya és Gergely, akik nem követték apjukat a színészi pályán.
Élete utolsó fél évében Kubik Anna színésznővel alkotott egy párt.

## Fontosabb szerepei

### Színház
| Darab                         | Szerep                    | Színház                   | Bemutató             |
| ----------------------------- | ------------------------- | ------------------------- | -------------------- |
| Ahogy tetszik                 | Le Beau                   | Pesti Színház             | 1991. október 5.     |
| A mese marad                  |                           | Soproni Petőfi Színház    | 2003. december 6.    |
| A hattyú                      | Albert herceg, trónörökös | Soproni Petőfi Színház    | 2004. március 20.    |
| Az ifjúság édes madara        | Chance Wayne              | Soproni Petőfi Színház    | 2005. december 17.   |
| A Karamazov testvérek         | Vrublevszkij              | Vígszínház                | 1999. október 16.    |
| A különterem                  | Albert                    | Madách Színház            | 2004. november 27.   |
| A mizantróp                   | Acaste márki              | Új Színház                | 2001. május 19.      |
| A női szabó                   | Moulineaux                | Karinthy Színház          | 2002. szeptember 13. |
| A testőr                      | A színész                 | Soproni Petőfi Színház    | 2006. március 4.     |
| A vágy villamosa              | Stanley                   | Soproni Petőfi Színház    | 2004. február 7.     |
| Becket avagy Isten becsülete  | A király                  | Soproni Petőfi Színház    | 2005. február 12.    |
| Egy úr Velencéből             | Casanova                  | Vojnovich-Huszár Villa    | 2007. augusztus 30.  |
| Fekete Péter                  | Julien                    | Vígszínház                | 1997. október 11.    |
| Harmadik Richárd              | Erzsébet, Edward szelleme | Karinthy Színház          | 2000. november 10.   |
| Macska a forró bádogtetőn     | Brick                     | Soproni Petőfi Színház    | 2004. október 9.     |
| Nagyvizit                     | Fazekas                   | Soproni Petőfi Színház    | 2005. április 16.    |
| Nóra                          | Doktor Rank               | Soproni Petőfi Színház    | 1998.                |
| Oké, Néró Aquincumban         |                           | Aquincumi Múzeum          | 2006. július 14.     |
| Oszlopos Simeon               | Kis János                 | Soproni Petőfi Színház    | 2005. szeptember 24. |
| Rejtett játékok               | Henry Simpson             | Pesti Színház             |                      |
| Tizenkét dühös ember          | 8. esküdt                 | Soproni Petőfi Színház    | 2006. október 6.     |
| Tizenkét dühös ember          | 8. esküdt                 | Gózon Gyula Kamaraszínház |                      |
| Vízkereszt, vagy amit akartok | Orsino                    | Vígszínház                | 1999. december 7.    |

### Filmek, sorozatok
| Év   | Cím                          | Szerep                  |
| ---- | ---------------------------- | ----------------------- |
| 2006 | Kútfejek                     | Stefán                  |
| 2006 | Üvegtigris 2.                | Bajusz, rendőr          |
| 2004 | Állítsátok meg Terézanyut!   | Dinamikus ügyvezető     |
| 2003 | Tea                          |                         |
| 2003 | Magyarország nemzeti parkjai | Narrátor (hang)         |
| 2002 | Sobri                        | Sobri                   |
| 2002 | Ének a csodaszarvasról       |                         |
| 2001 | Sacra Corona                 | Szent László (szinkron) |
| 2001 | Üvegtigris                   | Bajusz, rendőr          |
| 1999 | Egy tél az Isten háta mögött | Duncan                  |
| 1997 | A Nagy fejedelem             |                         |
| 1993 | Kisváros                     | Pilóta                  |
| 1992 | Privát kopó                  |                         |
| 1988 | Angyalbőrben                 |                         |

### Szinkron
| Cím                                | Szereplő                              | Színész                     |
| ---------------------------------- | ------------------------------------- | --------------------------- |
| A báránysültek hallgatnak          | Jo Dee Fostar                         | Billy Zane                  |
| Miami Vice                         | James Crockett Sonny                  | Don Johnson                 |
| Megperzselt szívek                 | Christian                             | Pierre Cosso                |
| A törvény őrei Los Angeles         | Michael Kuzak                         | Harry Hamlin                |
| Acapulco akciócsoport              | Claudio                               | Fabio                       |
| Beverly Hills 90210                | Stuart Carson                         | David Gail                  |
| Szerelmek Saint Tropez-ban         | Gregory Lacroix                       | Frédéric Deban              |
| Murder One                         | Christopher "Chris" Docknovich        | Michael Hayden              |
| Szárnyak                           | Joseph „Joe” Montgomery Hackett       | Timothy Daly                |
| Második lehetőség                  | Henry                                 | Harry O'Reilly              |
| Sunset Beach                       | Michael Bourne                        | Jason Winston George        |
| Savannah                           | Dean Collins                          | David Gail                  |
| Drága testek                       | Chris Lorenzo őrmester                | Rob Estes                   |
| Quinn doktornő                     | Byron Sully                           | Joe Lando                   |
| Szirének és szirénák               | Off. Dan Kelly                        | John Terlesky Claude Genest |
| Gyilkos utcák                      | Timothy "Tim" Bayliss nyomozó         | Kyle Secor                  |
| Malibu road 2000                   | Eric Adler                            | Brian Bloom                 |
| BUGS – A cég hullámhosszán         | Nicholas Beckett                      | Jesse Birdsall              |
| Visszatérés az édenben             | Jake Sanders                          | Daniel Abineri              |
| Madison                            | Jamie Novak                           | Chris William Martin        |
| Cobra 11                           | Tom Kranich                           | René Steinke                |
| Anyák, feleségek, szeretők         | Filip                                 | Grzegorz Lukawski           |
| Az üvegszűz                        | Manuel Mendoza                        | Brendan Coyle               |
| Middlemarch                        | Dr. Tertius Lydgate                   | Douglas Hodge               |
| A kis Nicholas úrfi                | William Randle                        | Christopher Villiers        |
| Rex felügyelő                      | Mark Hoffmann                         | Alexander Pschill           |
| Sliders                            | Quinn Mallory                         | Jerry O’Connell             |
| Fekete vipera                      | Lord Percy Percy/ Capt. Kevin Darling | Tim McInnerny               |
| Pacific Blue                       | Off. Victor Del Toro                  | Marcos A. Ferraez           |
| Száguldó vipera                    | Thomas Cole                           | Jeff Kaake                  |
| A bestia                           | Júlio Malagoni                        | Luciano Szafir              |
| Rendőrakadémia                     | Carey Mahoney                         | Steve Guttenberg            |
| Walker, a texasi kopó              | James "Jimmy" Trivette                | Clarence Gilyard            |
| Ally McBeal                        | Billy Alan Thomas                     | Gil Bellows                 |
| Sentinel – Az őrszem               | James Ellison nyomozó                 | Richard Burgi               |
| Szakadt szakasz                    | Cpl. Rusty Link                       | Toby Huss                   |
| Mindent a szerelemért              | Fernando 'Nando' Gonzaga              | Eduardo Moscovis            |
| Hiperion öböl                      | Dennis Sweeny                         | Mark-Paul Gosselaar         |
| 2×2 néha sok(k)                    | Kevin Burke                           | Christopher Sieber          |
| Nash Bridges – A trükkös hekus     | Nash Bridges felügyelő                | Don Johnson                 |
| Páran párban                       | Patrick Maitland                      | Ben Miles                   |
| Pénz, pénz, pénz                   | Marty Decker                          | Ian Kahn                    |
| Ed                                 | Dr. Michael „Mike” Burton             | Josh Randall                |
| Milagros                           | José Antonio Wilson Gómez             | Roberto Mateos              |
| Reménysziget                       | Kevin Mitchum                         | David Lewis                 |
| Nehéz ügy                          | Dave Gutteridge                       | Peter Feeney                |
| John Doe – A múlt nélküli ember    | John Doe                              | Dominic Purcell             |
| Az elit alakulat                   | Capt. Lewis Nixon                     | Ron Livingston              |
| Alvilági játszma                   | Alphonse Royo                         | Costas Mandylor             |
| Az elnök emberei                   | Samuel Norman „Sam” Seaborn           | Rob Lowe                    |
| Vad angyal                         | Pablo Rapallo                         | Segundo Cernadas            |
| Medicopter 117 – Légimentők        | Dr. Axel Werthelm ügyvéd              | Nicolas König               |
| Született feleségek                | Mike Delfino                          | James Denton                |
| A szökés                           | Lincoln Burrows                       | Dominic Purcell             |
| Century City – A jövő fogságában   | Lukas Gold                            | Ioan Gruffudd               |
| Doktor House                       | Dr. James Wilson                      | Robert Sean Leonard         |
| 24                                 | Jack Bauer                            | Kiefer Sutherland           |
| McLeod lányai                      | Riley Ward                            | Dustin Clare                |
| Vak igazság                        | Jim Dunbar nyomozó                    | Ron Eldard                  |
| Poltergeist – A kopogó szellem     | Philip Callaghan atya                 | Patrick Fitzgerald          |
| Smallville                         | Jonathan Kent                         | John Schneider              |
| Gőg                                | Francesco Lani                        | Giorgio Lupano              |
| Kemény, mint a kő                  | John Lawless                          | Brian Bosworth              |
| Az elveszett szoba                 | Joe Miller                            | Peter Krause                |
| Védelmi jog                        | Fabio Galli                           | Michele Venitucci           |
| Elisa di Rivombrosa                | Giulio Drago                          | Kaspar Capparoni            |
| Partvidéki szerelmesek             | Alex                                  | Laurent Hennequin           |
| South Park                         | Randy Marsh                           | Trey Parker                 |
| Tartózkodó érzelem                 | Frederik Wentworth kapitány           | Rupert Penry-Jones          |
| Aranyláncok                        | Scott Barnes                          | John Travolta               |
| Tökös ötös                         | Carl Taylor                           | Charlie Sheen               |
| Eltanácsolt tanácsadó              | Ryan Turner                           | Charlie Sheen               |
| Dolcsi vita                        | Bud Dyerson                           | Charlie Sheen               |
| A Gyűrűk Ura: A Gyűrű Szövetsége   | Aragorn                               | Viggo Mortensen             |
| A Gyűrűk Ura: A két torony         | Aragorn                               | Viggo Mortensen             |
| A Gyűrűk Ura: A király visszatér   | Aragorn                               | Viggo Mortensen             |
| Hidalgo – A tűz óceánja            | Frank Hopkins                         | Viggo Mortensen             |
| Észak és Dél                       | Orry Main                             | Patrick Swayze              |
| Shrek 2.                           | Csizmás Kandúr                        | Antonio Banderas            |
| A királylány és a koldus           | Leonardo                              | Lorenzo Crespi              |
| A sárkány gyűrűje                  | Lisandro                              | Karel Roden                 |
| Interjú a vámpírral                | Louise                                | Brad Pitt                   |
| Mr. és Mrs. Smith                  | John Smith                            | Brad Pitt                   |
| Visszajátszás                      | Jon Salter                            | Robert Sean Leonard         |
| A három testőr                     | d'Artagnan                            | Chris O’Donnell             |
| Pokoli lecke                       | Lorenso "Shakes"                      | Jason Patric                |
| A gömb                             | Dr. Harry Adams                       | Samuel L. Jackson           |
| Bordertown                         | Alfonso Diaz                          | Antonio Banderas            |
| Az ördög maga                      | "Frankie"                             | Brad Pitt                   |
| Desperado                          | El Mariachi                           | Antonio Banderas            |
| Eredendő bűn                       | Luis Antonio Vargas                   | Antonio Banderas            |
| Femme Fatale                       | Nicolas Bardo                         | Antonio Banderas            |
| Hetedik                            | David Mills                           | Brad Pitt                   |
| Harcosok klubja                    | Tyler Durden                          | Brad Pitt                   |
| Mission: Impossible                | Jack Harmon                           | Emilio Estevez              |
| Szenvedélyek viharában             | Tristan Ludlow                        | Brad Pitt                   |
| Trója                              | Akhilleusz                            | Brad Pitt                   |
| Zaklatás                           | Mark Lewin                            | Dennis Miller               |
| A Skorpiókirály                    | Mathayus                              | Dwayne Johnson              |
| Hazárd Megye Lordjai               | Luke Duke                             | Johnny Knoxville            |
| Idővonal                           | Chris Johnston                        | Paul Walker                 |
| Védd magad!                        | Jackie Dinorscio                      | Vin Diesel                  |
| Ne állj szóba idegennel!           | Patrick Brody                         | Pierce Brosnan              |
| Visszatérés a paradicsomban        | John Volgecherev                      | Vince Vaughn                |
| Énekes izompacsirta                | Nick Martinelli                       | Sylvester Stallone          |
| Faterok motoron                    | Del Fuegos                            | Ray Liotta                  |
| Pár lépés a mennyország            | Paul Sutton                           | Keanu Reeves                |
| A magányos ügynök                  | James Bond                            | Timothy Dalton              |
| Az ígéret megszállottja            | Stan Krolak                           | Aaron Eckhart               |
| Django                             | Django                                | Franco Nero                 |
| A pusztító                         | Alfredo Garcia                        | Benjamin Brett              |
| Dupla dinamit                      | Alex Wagner, Chad Wagner              | Jean - Claude Van Damme     |
| Sárkányok harca                    | Warchild                              | Dolph Lundgren              |
| A Z rohamosztag                    | Paul Kelly                            | Mel Gibson                  |
| Húsevő                             | Tim Manfrey                           | Dominic Purcell             |
| Evil Dead – Gonosz halott 2.       | Ash                                   | Bruce Cambell               |
| Árnyékfeleség                      | Hugh/Bill Winterbourne                | Brendan Fraser              |
| Joe és a vulkán                    | Joe Banks                             | Tom Hanks                   |
| Egy zseni, két haver, egy balek    | Bill Locomotiva                       | Robert Charlebois           |
| Kvíz Show                          | Charles Van Doren                     | Ralph Fiennes               |
| Tűzparancs                         | Rat                                   | John Leguizamo              |
| Éjjeliőr a hullaházban             | James Gallman                         | Josh Brolin                 |
| Baráti kör                         | Simon Westward                        | Colin Firth                 |
| New York, New York                 | Jimmy Doyle                           | Robert De Niro              |
| Hősök                              | Ken Boyd                              | Harrison Ford               |
| Ez a ház bontásra vár              | Owen Legate                           | Robert Redford              |
| Az ezüst Brumby                    | A férfi                               | Russel Crowe                |
| A tehetséges Mr. Ripley            | Dickie Greenleaf                      | Jude Low                    |
| A sárkány közbelép                 | Lee                                   | Bruce Lee                   |
| Jenkik                             | Matt Dyson                            | Richard Gere                |
| Arkangyal                          | Fluke Kelso                           | Daniel Craig                |
| Frankenstein                       | Victor Frankenstein                   | Kenneth Branagh             |
| Fantomok                           | Bryce Hammond                         | Ben Affleck                 |
| A holló                            | Mókás                                 | Michael Massee              |
| A múmia                            | Ardeth Bay                            | Ódéd Fehr                   |
| A végső megoldás                   | Seymour Flint                         | Nick Nolte                  |
| Teoréma                            | A vendég                              | Terence Stamp               |
| Holtbiztos tipp                    | Johnny Squares                        | Jim Carrey                  |
| Halálos nyugalom                   | Hughie Warrier                        | Billy Zane                  |
| Két testvér                        | Aidan McRory                          | Guy Pearce                  |
| Az őrület határán                  | Witt közlegény                        | James Caviezel              |
| Jeanne d’Arc – Az orléans-i szűz   | Gilles de Rais                        | Vincent Cassel              |
| Célkeresztben                      | Bill Watts                            | Gary Cole                   |
| Kőkemény család                    | Everett Stone                         | Dermot Mulroney             |
| 102 kiskutya                       | Kevin Shepherd                        | Ioan Gruffudd               |
| Édes kis semmiség                  | Peter Donahue                         | Thomas Jane                 |
| A specialista                      | Tomas Leon                            | Eric Roberts                |
| Egyiptom hercege                   | Mózes                                 | Val Kilmer                  |
| Zsákutca                           | Nick Swell                            | Eric Roberts                |
| Jó estét, jó szerencsét!           | Joe Wershba                           | Robert Downey Jr.           |
| Csak veled                         | Peter Wright                          | Robert Downey Jr.           |
| Született gyilkosok                | Wayne Gale                            | Robert Downey Jr.           |
| Johnny, a tökéletes                | Leo Wiggins                           | Robert Downey Jr.           |
| Az utolsó esély                    | Ron Hunter                            | Denzel Washington           |
| A játék ördöge                     | Jake Shuttlesworth                    | Denzel Washington           |
| Rózsaágy                           | Lewis Farrell                         | Christian Slater            |
| A gyóntató                         | Daniel Clemens                        | Christian Slater            |
| Tiszta románc                      | Clarence Worley                       | Christian Slater            |
| Sin City                           | Dwight                                | Clive Owen                  |
| Elizabeth: Az aranykor             | Walter Raleigh                        | Clive Owen                  |
| A belső ember                      | Dalton Russel                         | Clive Owen                  |
| Egyiptom hercege                   | Mózes                                 | Val Kilmer                  |
| Az ember gyermeke                  | Theo Faron                            | Clive Owen                  |
| A skarlát betű                     | Arthur Dimmesdale                     | Gary Oldman                 |
| Rosencrantz és Guildenstern halott | Rosencrantz                           | Gary Oldman                 |
| A Keresztapa III.                  | Vincent Mancini                       | Andy García                 |
| Aki legyőzte Al Caponét            | George Stone                          | Andy García                 |
| Merlin                             | Merlin                                | Sam Neill                   |
| Merlin 2: A varázslótanonc         | Merlin                                | Sam Neill                   |
| Zorro álarca                       | Alejandro Murrieta / Zorro            | Antonio Banderas            |
| Zorro legendája                    | Alejandro Murrieta / Zorro            | Antonio Banderas            |
| Hét év Tibetben                    | Heinrich Harrer                       | Brad Pitt                   |
| Országúti diszkó                   | Dalton                                | Patrick Swayze              |